# Гельфрейх, Богдан Борисович
Богда́н Бори́сович Гельфре́йх 1-й (нем. Gotthard August von Helffreich;  27 января (7 февраля) 1776, Эстляндская губерния —  24 ноября (6 декабря) 1843, Ревель) — русский военачальник, генерал-лейтенант, герой Отечественной войны 1812 года.

## Биография
Родился 27 января (7 февраля) 1776 года на мызе Пургель в Эстляндской губернии. Происходил из старинного эстляндского дворянского рода. Отец — Bernhard Johann von Helffreich (1712—1784).
В 1790 году поступил на службу в лейб-гвардии Преображенский полк рядовым. В феврале 1793 был произведён в сержанты.
В январе 1796 года был уволен к статским делам в чине капитана, но в июне того же года вернулся на службу — капитаном в Нарвский пехотный полк.
- Произведен в майоры.
- Март 1799 — Кизлярский гарнизон.
- Март 1800 — Гарнизон крепости св. Дмитрия Ростовского.
- Июнь 1803 — Тифлисский мушкетерский полк.
- Июль 1803 — Фанагорийский гренадерский полк.
- 6 декабря 1804 — Произведен в подполковники с назначением батальонным командиром.
- 20 ноября 1805 — Участвовал в сражении под Аустерлицем. Трижды атаковал неприятеля, захватив два артиллерийских орудия. Контужен в правый бок. Награждён орденом св. Владимира 4-й степени с бантом.
- 1 января 1806 — Командир Фанагорийского гренадерского полка.
- Осень 1806 — Полк под его командованием включен в состав армии Михельсона (корпус Каменского), посланной для занятия Бессарабии, Молдавии и Валахии в ходе русско-турецкой войны 1806—1812 гг.
- 1807 — Получив известие о выступлении сильных турецких отрядов из Браилова и намерении их напасть врасплох на отдельные посты Каменского, выступил с частью Фанагорийского полка и Чугуевского батальона навстречу неприятелю.
  - 24 февраля — Разбил противника у Адал-Визиралу
  - 19 марта — Разбил противника у Дуденешти близ Дуная, овладев восемью кораблями.
  - 28 марта — Награждён орденом Св. Георгия 4-й степени № 730 В воздаяние отличного мужества и храбрости, оказанных в сражениях против турецких войск 9 марта при занятии позиции на противоположном берегу Дуная и 17-го при сильной вылазке неприятеля из крепости Измаила.23—24 марта 1807 — Отличился в сражении под Браиловом, за что получил орден св. Анны 2-й степени.
- 12 декабря 1807 — Произведен в полковники.
- 19—20 апреля 1809 — Участвовал в неудачном штурме крепости Браилов, был ранен картечью в правую руку.
- Июль 1809 — В составе корпуса генерал-лейтенанта Засса переправился на правый берег Дуная и участвовал в делах при Исакче и Тульче, в осаде и взятии крепости Кюстинджи.
- 20 сентября — 14 октября 1809 — Участвовал в осаде Силистрии.
  - 10 октября — Отличился при отражении вылазки турок, за что был награждён золотой шпагой с надписью «за храбрость».
- 22 мая 1810 — Участвовал в штурме крепости Базарджик.
- 16 июня 1810 — Произведен в генерал-майоры и награждён золотым крестом за Базарджик, находившийся под его командование Фанагорийский полк награждён Георгиевскими знамёнами.
- Июнь 1810 — Участвовал в блокаде крепостей Варны и Шумлы.
  - 26 июня — Отличился при отражении вылазки турок из Шумлы, за что награждён орденом св Владимира 3-й степени и рескриптом.
- 16 августа 1810 — Участвовал в рекогносцировке гр. Каменского 1-го против 30 тысячного корпуса Никопольского паши Куманец-Аги.
- 26 августа 1810 — Участвовал в сражении с корпусом Никопольского паши при Батине, где взял приступом один из его редутов, за что был награждён орденом св. Анны 1-й степени.
- 26 октября 1810 — Участвовал во взятии Никополя.
- 17 января 1811 — Назначен шефом формировавшегося в Ревеле Эстляндского пехотного полка и командиром 1-й бригады 14-й пехотной дивизии, с 6 ноября возглавил 2-ю бригаду той же дивизии.
- 18—20 июля 1812 — Отличился в Клястицком сражении, за что был награждён золотой шпагой с алмазами и надписью «за храбрость» и назначен начальником авангарда 1-го пехотного корпуса П. Х. Витгенштейна вместо убитого Я. П. Кульнева.
- 29 июля 1812 — Отличился в сражении у р. Свольны, за что получил алмазы к ордену св. Анны.
- 5—6 августа 1812 — Отличился в сражении под Полоцком с корпусами Удино и Сен-Сира, захватив 22 знамени, 8 орудий, много пленных и обоз, за что 4.IX.1812 награждён орденом св. Георгия 3-й степени № 233 В воздаяние отличных подвигов мужества и храбрости, оказанных в сражении против французских войск 5 и 6-го августа при Полоцке. По отступлении от Полоцка отставлен от командования авангардом.
- 5—7 октября 1812 — Отличился в генеральном сражении и взятии приступом Полоцка, за что награждён орденом св. Владимира 2-й степени.
- 10—12 октября 1812 — Командуя авангардом в корпусе Ф. Ф. Штейнгеля, отличился в преследовании неприятеля от Орехова до Кубличей, за захват восьми пушек ему назначена пенсия.
- После соединения графа Штейнгеля с Витгенштейном находился в первой линии правого крыла и при отступлении Леграна за р. Лукомлю не позволил противнику сжечь за собой мост, принимал участие в делах при Чашниках и Смолянами.
- Ноябрь 1812 — Возглавил 14-ю дивизию, сменив заболевшего генерал-лейтенанта И. Т. Сазонова, участвовал в преследовании Виктора до реки Березины.
- 17 декабря 1812 — Во главе дивизии перешел за р. Неман в Пруссию.
- 31 декабря 1812 — Преследуя корпус Макдональда, вступил в город Эльбинг, покинутый французами.
- 13 января — 5 февраля 1813 — Во главе дивизии участвовал в осаде Данцига.
- Февраль 1813 — Во главе дивизии участвовал в осаде Кюстрина.
- Март 1813 — Во главе дивизии участвовал в осаде Шпандау.
- 11 апреля — Присоединившись к Витгенштейну, участвовал в отражении атаки Богарне. Родовой герб и эпитафия Богдану Гельфрейху в Домском соборе Таллина

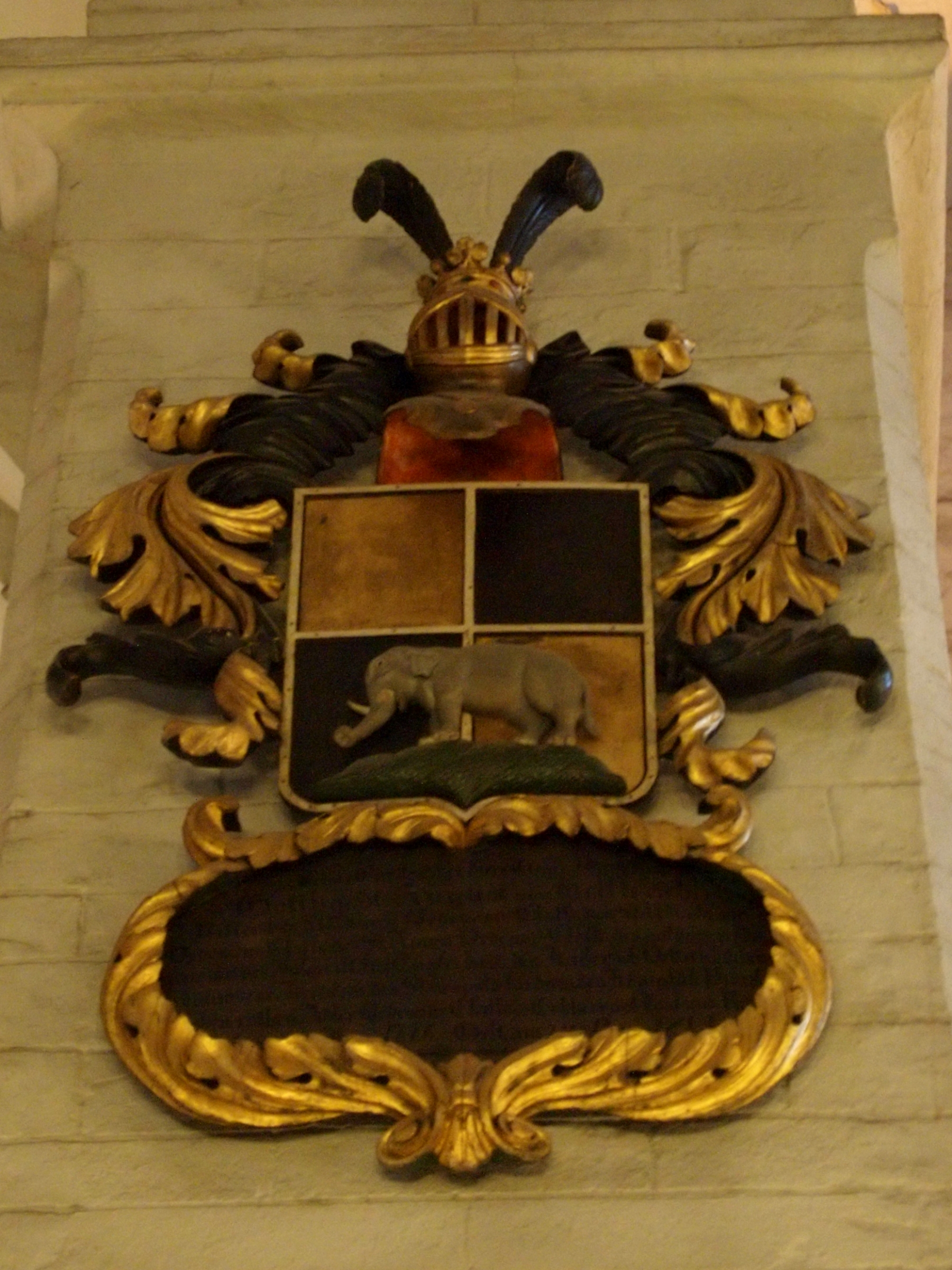
Родовой герб и эпитафия Богдану Гельфрейху в Домском соборе Таллина

- 20 апреля — Отличился в сражении при Лютцене, за что награждён золотой шпагой с алмазами, которая по случаю получения им этой награды прежде, заменена Высочайшим благоволением, и прусским орденом Красного Орла 2-й степени.
- Участвовал в сражении при Бауцене.
- Августе 1813 года — Участвовал в сражении при Кульме, во время которого отряд под его командованием взял главную из Кульмских высот, захватив 21 орудие.
- 6 октября 1813 — В сражении под Лейпцигом был контужен ядром в левую ногу, но не оставил дивизии за что был награждён чином генерал-лейтенанта (20.7.1814 со старшинством от 6.10.1813) и австрийским орденом Леопольда 2-й степени.
- Декабрь 1813 — 5 января 1814 — Участвовал в блокаде крепости Кель.
- 5 февраля 1814 — Участвовал в сражении при Мормане.
- 15 февраля 1814 — Участвовал в сражении при Бар-сюр-Об.
- 19 февраля 1814 — Участвовал в сражении при Лобрюсселе.
- 9 марта 1814 — Участвовал в сражении при Арси.
- 13 марта 1814 — Участвовал в сражении при Фер-Шампенуазе.
- 17 марта 1814 — Овладел лесом между Пантеном и Роменвилем.
- 18 марта 1814 — При содействии войск принца Евгения Вюртембергского взял Пантен, получив тяжелую контузию в голову. Несмотря на просьбу Барклая-де-Толли, вместо Александровской ленты был награждён высочайшим благоволением.
- Апрель 1814 — Возвратился с дивизией в Россию.
- Март 1815 — Подал в отставку
- 16 июня — Вновь возглавил 14-ю (с 1820 — 3-я) дивизию, которую повел за границу, однако окончание войны застало его в прусской Силезии.
- 20 июля 1814 — Произведен в генерал-лейтенанты со старшинством от 6 октября 1813 года.
- 16 февраля 1822 — Начальник 1-й пехотной дивизии[3].
- 19 декабря 1823 — Уволен со службы по состоянию здоровья с мундиром и пенсией в размере полного жалования.

Последние двадцать лет жизни провел в Ревеле, где и скончался 24 ноября (6 декабря) 1843 года. Похоронен на семейном участке кладбища Хагери.

## Награды
- Орден Святого Георгия 3-й степени
- Орден Святого Владимира 2-й степени
- Орден Святой Анны 1-й степени с алмазами
- Австрийский орден Леопольда 2-й степени
- Орден Красного орла 2-й степени (прусский)
- Крест «За взятие Базарджика»
- Золотая шпага «за храбрость» с алмазами